# Istarska ljestvica
Istarska glazbena ljestvica sastoji se od 6 tonova koji se nižu izmjenjivanjem polustupnjeva i cijelih stupnjeva.
S obzirom na to da se uvijek pjeva dvoglasno, dodan je drugi glas ispod. 
Napjevi se izvode dakle dvoglasno, ali u netemperiranim intervalima (malo manji od male terce ili malo veći od velike sekste).
|D  |C# D E F G G# |
|H#|C H C# D E F   |
Predtakt ukazuje na vođicu u donjem glasu koja se pjeva samo u kadenci (kraju napjeva).
Koristi se ne samo u Istri, nego i na Kvarneru, kvarnerskim otocima i još nekim kvarnerskim mjestima.
Fiksirao ju je i zapisao Ivan Matetić Ronjgov. On je 1925. godine objavio radove O istarskoj ljestvici i O bilježenju istarskih popijevki da bi tome godinu dana kasnije dodao raspravu Još o bilježenju istarskih popijevki.
Njegova vokalna djela nastala su kasnije.
Ronjgov je zabilježio 4 razine temperacije:
1. E F G A H C (izmijenjena)                                                                                                        2. E F G A Hb C                                                                                                                    3. E F G Ab Hb C                                                                                                                 4. E F G Ab Hb Cb (najbliža osnovnom obliku)
pokušavajući snizilicama dočarati odmak od jednakotonske temperacije.

## Dvoglasje tijesnih intervala Istre i Hrvatskog primorja
Dvoglasje tijesnih intervala Istre i Hrvatskog primorja kompleksan je stil folklorne glazbe koja se temelji na dvoglasju specifično ugođenih tonskih odnosa te karakterističnoj boji tona koji se kod vokalne glazbe postiže snažnim pjevanjem dijelomice kroz nos. Neobični intervalski razmaci unutar ljestvice rezultiraju neobičnim intervalima u dvoglasju, bliskima terci ili seksti. Osnovni oblik ljestvice ima okvir čistoga intervala kvinte, tj. enharmonijski smanjene sekste, a oblik ljestvice koji se koristi u Puli i okolici ima okvir male sekste.
Često tijekom izvođenja u obje dionice dolazi do improvizacije i varijacije, no, unisono završeci ili završeci u oktavi ostaju strogo pravilo (ovu karakteristiku možemo svakako uočiti i kod stila bugarenje bez obzira na to što se donja dionica dodatno spusti za sekundu ili malu tercu). Metroritamska, formalna struktura i struktura teksta kreću se od jednostavnih do vrlo složenih obrazaca, a specifičan je odnos glazbe i teksta.
Tipični instrumenti koji prate ovo pjevanje su sopile (koje se sviraju u paru), gajde, flauta i frula tambura. Nastalo je nekoliko stilova pjevanja u različitim krajevima, tako npr. u kanatu drugi glas je zamijenjen malim sopilama, a u tarankanju riječi su zamijenjene slogovima (najčešće ta-na-na, ta-ra-ran, i sl.) koji imitiraju zvuk frule.
Neuspješni su pokušaji Ministarstva kulture RH da se dvoglasje zaštiti pri UNESCO-u kao nematerijalnu kulturnu baštinu () jer se njihova analiza prije svega odnosi na izvođača, odnosno instrument, a ne akustičke posebitosti koje se mogu izvoditi i na drugim, neistarskim instrumentima. Ljestvica je akustički neistražena i najstariji (najvažniji i najposebniji) oblik njene ugodbe brzo nestaje pod utjecajem talijanske glazbe i masovnih medija. 
God. 2009. Istarsko dvoglasno pjevanje i sviranje na istarskoj ljestvici je upisano na UNESCO-ov popis nematerijalne svjetske baštine u Europi. Ova tradicija je još uvijek živa i dio svakodnevnog života Istre i Hrvatskog primorja, te se često izvodi na svadbama, javnim i obiteljskim okupljanima i vjerskim službama. Tako postoji stotinjak izvrsnih pjevača i desetine izrađivača instrumenata koji su ovu tradiciju baštinili od svojih predaka. Danas su većinom povezani u amaterska folklorna društva, raširena u cijelom području gdje se izvodi.

## Poveznice
- Hrvatska kulturna baština
- Nematerijalna kulturna baština
- Nematerijalna svjetska baština